# Лучновский
Лучновский — хутор в Урюпинском районе Волгоградской области России. Входит в состав Дубовского сельского поселения.

## История
Дата основания хутора неизвестна, предположительно хутор основан в начале XIX века. До революции (до 1917 года) хутор Лучновский относился к Бурацкому юрту Хопёрского округа Области Войска Донского. В 1908 в Лучновском было открыто министерское приходское училище. До 1935 года хутор входил в Нехаевский район. В 1933 году на базе колхоза «Правда» Провоторовского сельсовета в хуторе был образован колхоз «14 лет Октября». Основное занятие — выращивание зерновых культур. В марте 1957 колхоз стал 4 отделением совхоза им. 8 Марта (решение исполкома Урюпинского райсовета от 09.03.1957 года № 9).
В 1859 году в хуторе было 35 дворов. В которых проживали 120 лиц мужского пола и 124 женского пола.
По данным за 1873 год в хуторе было 89 дворов и 19 отдельных изб, в которых проживали 289 лиц мужского пола и 306 женского пола. В хозяйствах жителей хутора имелось: 61 плуг, 257 лошадей, 192 пары волов, 628 голов прочего рогатого скота и 1934 овцы.
В 1897 году в хуторе насчитывалось 133 двора. В этих дворах проживали 374 лица мужского пола, в том числе 336 войскового сословия; 443 женского пола, в том числе 411 войскового сословия, а также 1 мещанка, 38 крестьян и 31 крестьянка. В хуторе 788 человек занимались земледелием, 16 — ремеслом, 3 находились на общественной службе.
По сведениям за 1915 год, в хуторе было 162 двора, в них проживали 521 лицо мужского и 517 женского пола; земельное довольствие казаков хутора составляло 4562 десятины.
В хуторе имелось правление, которое возглавлял выборный атаман. Хуторские атаманы: 1900—1901 гг. — урядник Иван Иванович Иванов, 1902 г. — урядник Ефим Васильевич Баранчиков, 1903—1908 г. — казак Григорий Аверьянович Храмов, 1909—1911 г. — урядник Алексей Фёдорович Богучаров, 1912—1914 гг. — казак Андрей Гордеев, 1915 г. — урядник В. Кириллов, 1916 г. — урядник Е. Аникеев.

### Прежнее название
Старое название — Лучно-Подъяринский. Название хутору дала сама местность — изгиб, лука Хопра, и яр, крутой обрывистый берег.

## География
Хутор находится в луговой степи, в пределах Хопёрско-Бузулукской равнины, являющейся южным окончанием Окско-Донской низменности в 200 км к югу от среднего значения климато- и ветро- разделяющей оси Воейкова оказывающая влияние на климат этих мест. Центр хутора расположен на высоте около 90 метров над уровнем моря. Почвы — чернозёмы обыкновенные. Почвообразующие породы — пески.
Климат
Климат умеренный континентальный. В 200 км к югу от среднего значения климато- и ветро- разделяющей оси Воейкова. Многолетняя норма осадков — 479 мм. В течение года количество выпадающих атмосферных осадков распределяется относительно равномерно: наибольшее количество осадков выпадает в мае и июне — 52 мм, наименьшее в марте — 27 мм. Среднегодовая температура положительная и составляет + 6,7 °С, средняя температура самого холодного месяца января −9,1 °С, самого жаркого месяца июля +21,4 °С.
Расстояние до районного центра: Урюпинск: (41 км.)
Расстояние до областного центра: Волгоград (263 км.)
Расстояние до столицы: Москва (667 км.)
Расстояния до аэропортов: Волгоград (254 км.)

## Инфраструктура
На территории хутора имеются: библиотека, ФАП, ДДн, коммерческий магазин.

## Население
| 2010 |
| ---- |
| 131  |

Динамика численности населения по годам
| 1859 | 1873 | 1897 | 1915 | 1923 | 1936 | 1989 |
| ---- | ---- | ---- | ---- | ---- | ---- | ---- |
| 244  | 605  | 817  | 1038 | 1083 | 745  | ~300 |

### Известные уроженцы
- Цыганков, Александр Васильевич (1918-2002) - географ-геоморфолог, доктор географических наук, член-корреспондент Российской Академии Естествознания, участник Сталинградской битвы, крупный общественный деятель. А.В. Цыганков - ученый с мировым именем, опубликовал около 200 научных работ, имеющих большое значение для нефтегазодобывающей промышленности и сельского хозяйства Волгоградской области.

## Улицы
Уличная сеть хутора состоит из 4 улиц: Хоперской, Тубной, Садовой и Полевой